# ألستون (جورجيا)
ألستون (بالإنجليزية: Alston, Georgia)‏ هي بلدة تقع في مقاطعة مونتغومري، جورجيا بولاية جورجيا في الولايات المتحدة. تبلغ مساحتها 7.4 (كم²)، وترتفع عن سطح البحر 70 م، بلغ عدد سكانها 159 نسمة في عام 2010 حسب إحصاء مكتب تعداد الولايات المتحدة وتصل الكثافة السكانية فيها 21.5 نسمة/كم2.

## وصلات خارجية
- The US50 - Cities and Towns in Georgia State
- Georgia Cities and Towns, Facts, Map, Flag, Colleges, Government, and More